# Анджар (Ливан)
Анджар или Анжар (араб. عنجر‎, арм. Անճար) — ливанский город, расположенный в 58 километрах от Бейрута в долине Бекаа. Иногда упоминается как Хуш-Муса (араб. حوش موسى‎). Население около 2400 человек, в основном армяне. Площадь — ок. 20 км².

## Древняя история
В древности город носил название Герра. Есть мнение, что название этого места происходит от названия источника пресной воды, который находится неподалёку: Анжар — Айн Герра, Айн Жара — «источник Герры».
Предполагают, что именно на месте Анджара стоял древний итурейский город Халкида, но до сих пор город не был обнаружен, несмотря на старания археологов. Но были найдены руины дворцового комплекса начала VIII века. Дворец принадлежал халифу Валиду I. Дворец имел планировку, схожую с традиционной планировкой римских поселений. При строительстве дворца были использованы фрагменты античных зданий. Вокруг дворца была сооружена высокая стена, которая довольно неплохо сохранилась. Дворец был исследован археологами в 1949 г.
В 750 году сын Валида Ибрахим после кровопролитной битвы уступил Анджар Аббасидам.
Новые халифы старались ничего не оставлять, что напоминало бы о существовании их предшественников. Они разрушили всё, кроме Анджара, его не тронули, но сделали всё чтобы город пришёл в упадок и о нём забыли.
По свидетельствам Гийома Тирского (XII век) и Абу-ль-Фиды, в Анджаре остались только руины.

## Армянский город
Современный Анджар был основан в 1939 году генерал-адъютантом Тер-Галустяном для размещения армян, которые покинули родные деревни в отошедшем к Турции приморском регионе Муса-Даг. И сейчас этот город, населённый практически только армянами, разделён на шесть кварталов, каждый из которых основан выходцами из одной из шести деревень Муса-Дага:
- Капысую (Kaboussieh, Kabesek, Kabusia, Keboussik)
- Йогунолук (Yogohonoluk, Yoghun-Oluk)
- Битиас (Bitias)
- Вакыфлы (Vakif, Wakef, Vakef)
- Хыдырбей (Khodr Bey, Khderbek, Khedrbek, Kheter Bey, Khodr Bek)
- Хаджихабибли (Hedj Habibli, Hajihabibil, Hajihabibli)

В городском музее Анджара до сих пор хранятся личные вещи и винтовки защитников Муса-дага, в музее также хранится белый флаг с красным крестом, благодаря которому обороняющихся заметили корабли французского флота.

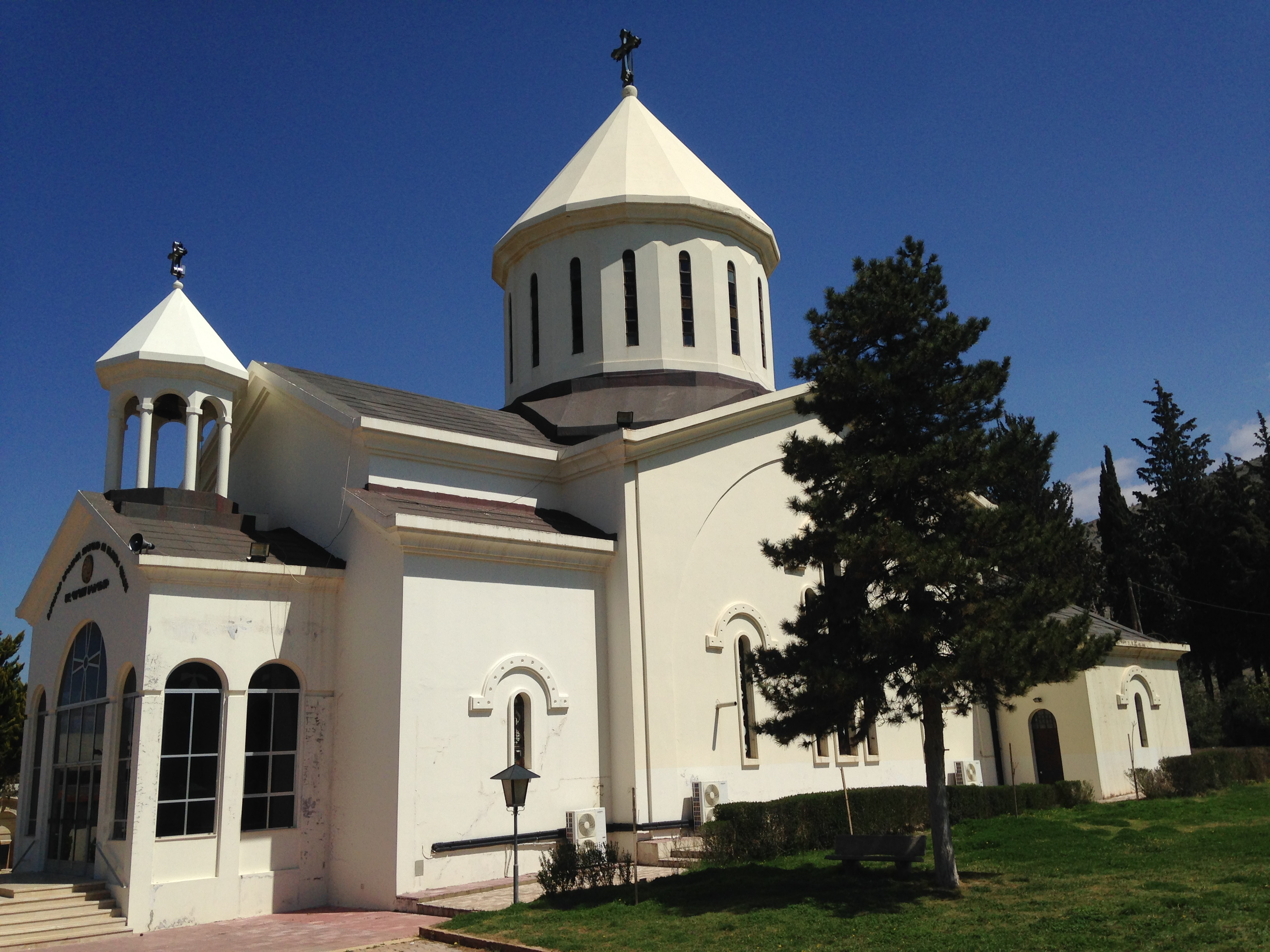
Армянская апостольская церковь Святого Павла (2017)

Большинство армян Анджара принадлежит Армянской Апостольской Церкви и Киликийскому католикосату ААЦ. Армянская Апостольская Церковь Святого Павла — вторая по величине армянская церковь в Ливане.
У армянского сообщества есть своя собственная школа, ныне известная как «Средняя школа Галуста Саркиса Гюльбенкяна». В 1940, основанная усилиями главного редактора армянской газеты «Айастан», выходившей в Париже, Шаварша Мисакяна, который организовал кампанию для пожертвований среди армян, живущих во Франции, Начальная школа «Haratch» была построена рядом с недавно воздвигнутой церковью Святого Павла. Школа считалась подарком от армян Франции. В 1941 было официальное открытие школы. Руководство «Фонда Галуста Гюльбекяна» сделало пожертвования для расширений школы, и школу назвали в честь Гюльбенкяна.
В 1949 г. в Анджаре работала археологическая экспедиция, исследовавшая античные и средневековые руины.
В 1970-х годах, во время гражданской войны в Ливане, сирийская армия выбрала Анджар одной из главных военных баз в долине Бекаа. В период сирийского военного присутствия в Ливане в Анджаре располагалась ливанская штаб-квартира сирийской военной разведки. Раз в неделю глава сирийской разведки в Ливане устраивал «день открытых дверей» и принимал депутатов ливанского парламента, бизнесменов и всех тех, кто стремился согласовать свои действия с реальным центром власти в разорённой стране.

## Всемирное наследие
Развалины дворца Валида I и прилегающая к ним территория внесены ЮНЕСКО в список памятников Всемирного наследия как исключительный по сохранности памятник архитектуры и градостроительства эпохи Омейядов, продолжающий традицию «дворцов-городов» Древнего Востока.